# 薩姆特維爾 (佛羅里達州)
薩姆特維爾（英語：Sumterville）是位於美國佛羅里達州薩姆特縣的一個非建制地區。該地的面積和人口皆未知。

## 地理
薩姆特維爾的座標為28°44′51″N 82°03′50″W / 28.74750°N 82.06389°W，而該地的平均海拔高度為23米（即75英尺）。